# شیلا بلر
شیلا بلر (به انگلیسی: Sheila Blair) استاد مطالعات هنرهای اسلامی و آسیایی در کالج بوستون است. او دکترای خود را در رشته مظالعات هنر اسلامی از دانشگاه هاروارد گرفته است. عمده مطالعات و پژوهش‌های او در حوزه معماری و هنر ایران است. آثار متاخر او با همکاری همسرش جاناتان بلوم نگاشته شده‌است. این زوج هنری در معرفی هنر ایران به جهان کوشیده‌اند.
از او تا کنون کتاب‌های متعددی به زبان فارسی ترجمه شده است. کتاب مشترک او و جاناتان بلوم با عنوان خوشنویسی اسلامی، در سی و ششمین دوره جایزه کتاب سال ایران، به عنوان شایسته افتخار برگزیده شد.

## آثار
1. متن و تصویر در هنر فارسی قرون وسطا (2013/ انتشارات دانشگاه ادینبورگ)
2. خوشنویسی اسلامی (2007/ دانشگاه ادینبورگ) شایسته تقدیر در سی و ششمین دوره کتاب سال ایران
3. کتیبه‌های اسلامی (1998/ دانشگاه ادینبورگ)
4. جامع التواریخ رشیدالدین [فضل الله]: تاریخ مصور جهان ( 1995/ بنیاد نور با همکاری آکسفورد)
5. کتیبه‌های یادبود ماوراءالنهر از دوران متقدم اسلامی (1992/ انتشارات ای.جی بریل)
6. مجموعه نمازخانه‌های ایلخانی در نظنز (1986/ کمبریج)
7. تصاویر حماسی و تاریخ معاصر: نگاره‌های شاهنامه‌ی کبیر مغولی (همراه با اولگ گرابر 1992/ انتشارات دانشگاه شیکاگو)

## فهرست آثار ترجمه شده فارسی
کتاب‌های شیلا بلر

## فهرست منابع
1. ↑  «زندگینامه». بایگانی‌شده از اصلی در ۸ دسامبر ۲۰۱۹. دریافت‌شده در ۶ فوریه ۲۰۲۰.
2. ↑  «اعضای هیئت علمی کالج بوستون». کالج بوستون.
3. ↑  «برگزیدگان سی و ششمین دوره کتاب سال». ایرنا.